# Arbeitsgericht Dresden
Das Arbeitsgericht Dresden ist ein Gericht der Arbeitsgerichtsbarkeit und eines von fünf Arbeitsgerichten des Freistaats Sachsen. Direktor des Gerichts ist seit dem 1. Juni 2008 Ulrich Busch (* 1958).

## Gerichtssitz und Gerichtsbezirk
Das Gericht hat seinen Sitz in Dresden. Der Gerichtsbezirk umfasst das Gebiet der Landeshauptstadt selbst sowie zwei Landkreise des Direktionsbezirks Dresden. Dabei handelt es sich um die Landkreise Meißen und Sächsische Schweiz-Osterzgebirge.

## Gebäude

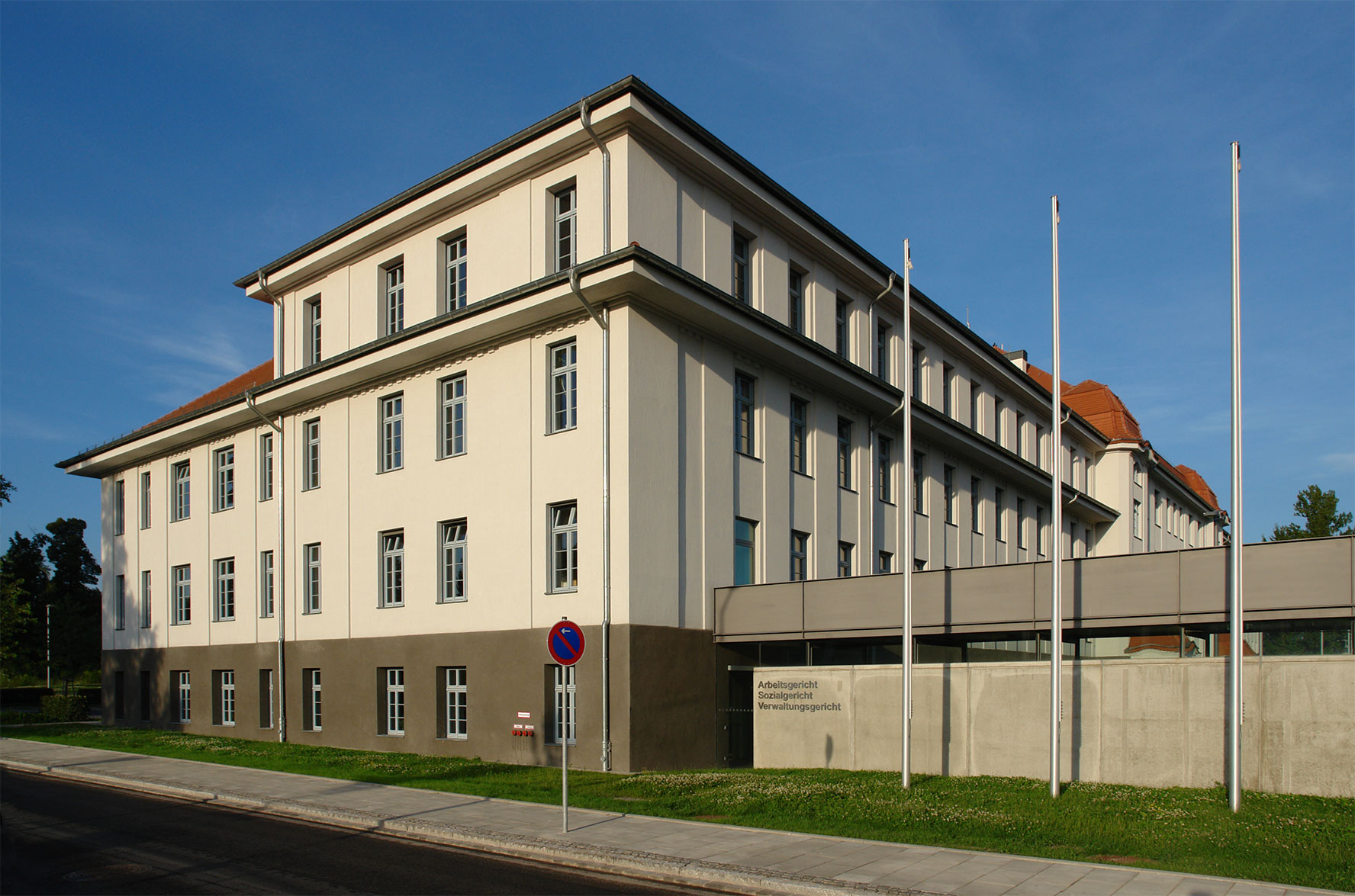
Derzeitiges Gebäude

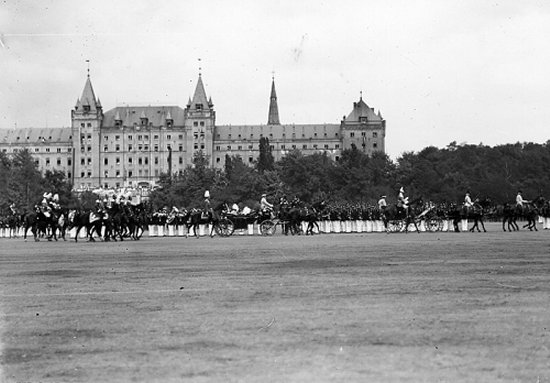
Hauptgebäude der Schützenkaserne am Alaunplatz 1910, abgerissen 1954

Das Arbeitsgericht ist gemeinsam mit dem Sozialgericht Dresden und dem Verwaltungsgericht Dresden im Dresdner Fachgerichtszentrum in der Albertstadt untergebracht. Dieses befindet sich in den Nebengebäuden der ehemaligen Dresdner Schützenkaserne. Das Arbeitsgericht, das sich zuvor in der Nachbarschaft des Amtsgerichts Dresden im Stadtteil Friedrichstadt befand, hat dabei ein ursprünglich als Große Kaserne bezeichnetes Bauwerk bezogen, das von 1909 bis 1913 errichtet wurde. Durch die Luftangriffe auf Dresden kam es 1945 zu Zerstörungen im Kasernengelände, in deren Folge das Hauptgebäude der Schützenkaserne 1954 abgerissen wurde. Im Gegensatz dazu blieb die Große Kaserne erhalten und erfuhr bis 1992 eine Nutzung durch die Sowjetarmee. Nach umfassenden Sanierungsarbeiten beherbergt sie seit November 2006 das Arbeitsgericht Dresden.

## Übergeordnete Gerichte
Dem Arbeitsgericht Dresden ist das Sächsische Landesarbeitsgericht in Chemnitz und im weiteren Instanzenzug das Bundesarbeitsgericht in Erfurt übergeordnet.

## Geschichte
In der DDR bestanden keine gesonderten Arbeitsgerichte. Arbeitsrechtliche Verfahren wurden von den Konfliktkommissionen und den Kreis- und Bezirksgerichten verhandelt. Nach der Wende wurde das Land Sachsen wieder eingerichtet. Der Sächsische Landtag beschloss am 12. Juni 1992 mit dem Sächsischen Gerichtsorganisationsgesetz die Aufhebung der Kreis- und Bezirksgerichte und die Einrichtung der Arbeitsgerichte, darunter des Arbeitsgerichtes Dresden. Das Arbeitsgericht Dresden war für die damaligen Kreise Dippoldiswalde, Dresden, Freital, Großenhain, Meißen, Pirna, Riesa und Sebnitz sowie für die Kreisfreie Stadt Dresden zuständig.